# ポケトレイン
ポケトレインはかつてタカラ（現・タカラトミー）が発売していた鉄道玩具。

## 概要
ポケトレインは2001年9月に発売が開始された。初期のラインナップは新幹線が中心であったが、その後JRの特急列車や通勤電車、私鉄車両が製作されるようになった。製品のディテールやシステムとしての完成度はそれなりに高く、発売当初はプラレールの独占状態ともいうべきこの手の玩具の状況に風穴を開けられるかと注目を集めたが、結局のところその牙城を崩すには至らず、2003年10月発売の「923型新幹線」を最後に生産が中止になった。

### 特徴
このおもちゃの特徴としては以下の点が挙げられる。
- リアルな形状の短縮（ショーティー）したディフォルメデザインで、プラレールの半分ほどのサイズ。チョロQとの連動が考慮されていた。
- スイッチの形式がプラレールと異なり、先頭車の車体上部を押すことでスイッチをオンオフするようになっていた。
- 車両は3両編成が基本で、中間車両が電池ボックスを兼ね、先頭車両が動力車である事から、先頭車と中間車は切り離すことができなかった。後発ゆえ、車両のディテールなどはプラレールを凌ぐ点も少なくなかった。ただし例外としてE4系は5両編成の場合もあり、また12系はD51に連結できた。貨車もD51ないしはDD51に連結できた。1両編成の路面電車(都電7000形)もあった。
- レールには2種類あった。一つは盛り上がっているレールに溝が入っておりそこに車輪を当てる形式の「のせレール」、もう一つは実物のようにレール上にある突起にはめ込む「リアルレール」である。なお、「リアルレール」の軌間はHOゲージと同一である。ポイント等は、「のせレール」のみ発売された。
- ストラクチャーも充実しており、踏切、高架橋、駅、車庫、転車台もあった。

## ラインナップ
| - 500系新幹線のぞみ - 700系新幹線のぞみ - E4系Max - E3系新幹線つばさ - E3系新幹線こまち - 205系山手線 - 205系京葉線マリンドリーム - 485系L特急雷鳥 - 485系L特急レッドエクスプレス - E2系新幹線あさま - EF81寝台特急カシオペア - 400系新幹線つばさ - 300系新幹線 | - DD51貨物列車 - E1新幹線MAX - C11蒸気機関車 - 205系アーバン通勤電車 - 485系L特急しらさぎ - EF81貨物列車(コキ100系を連結) - E926系イーストアイ - E217系横須賀・総武快速線 - 営団地下鉄銀座線（01系） - EF66ブルートレイン（あさかぜ） - 2000系特急南風 - 113系近郊型通勤電車 - DD51カーコンテナ車＋ヴィッツ（チョロQ）(有蓋車も連結) | - 貨車車両セット（有蓋車と無蓋車を連結）＋スカイラインGT-R（チョロQ） - 南海ラピート - 営団地下鉄丸ノ内線（02系） - 885系特急かもめ - 883系特急ソニック - 787系特急つばめ - 名鉄特急パノラマスーパー - D51蒸気機関車（ワフを連結） - 12系客車セット（D51につなげることもできた） - 小田急ロマンスカー - 923型新幹線 |